# Джузепе Молтени
Джузепе Молтени (на италиански: Giuseppe Molteni) е италиански художник.

## Биография
Той е роден през 1800 година в Милано.
Още през 20-те години се превръща в известен реставратор, търсен от някои от най-големите европейски музеи. По-късно се налага с реалистичната си живопис, като най-популярни са неговите портрети и сцени от ежедневния живот.
Джузепе Молтени умира в Милано през 1867 година.